# Reeperbahn Festival
Das Reeperbahn Festival ist ein viertägiges Clubfestival mit mehreren hundert musikalischen und popkulturellen Programmpunkten in ca. 80 Spielstätten rund um die Reeperbahn in Hamburg.

## Entwicklung
Die Veranstaltung fand 2006 zunächst als reines Musikfestival statt und wurde seither um das Programm für Fachbesucher und ein Kunst-, Wort- und Filmprogramm erweitert.
Im Jahr 2019 fanden zur 14. Ausgabe des Reeperbahn Festivals 900 Programmpunkte unterschiedlicher Sparten für über 50.000 Festivalbesucher aus aller Welt, in mehr als 90 Spielstätten in St. Pauli statt. 2020 bis 2022 fand das Reeperbahn Festival pandemiegerecht mit geringeren Besucherzahlen statt.
Bis 2021 war das Reeperbahn Festival eine Koproduktion der Reeperbahn Festival GmbH und der Inferno Events GmbH & Co. KG, seit 2022 wird das Festival von der RBX GmbH veranstaltet.
Das Reeperbahn Festival hat sich der Initiative und globalen Kampagne Keychange, die das Ziel hat, die Musikbranche zu diversifizieren und nachhaltige Veränderungen in Bezug auf die Gleichstellung aller Geschlechter zu bewirken, angeschlossen. Jährlich nehmen im Rahmen des Keychange Talentförderungsprogramms 74 aufstrebende Musikschaffende und Innovatoren aus Europa und Kanada an internationalen Festivals, Konferenzen und einem Förderprogramm teil.

## Überblick
Im Musikprogramm sind die Musikrichtungen Indie, Pop, Rock, Folk, Singer-Songwriter, Electronic, Hip-Hop, Soul, Jazz und Classical vertreten.
Seit Initiierung des Reeperbahn Festivals soll mit dem Anbieten musik-affiner Bildender Kunst, Urbaner Kunst, Literatur und Film die Interdisziplinarität und Vernetzung verschiedener Sparten sowie die Erschließung weiterer Szenen gefördert werden. Ein fester Bestandteil des Reeperbahn Festival Kunstprogramms ist die Verkaufsausstellung „Flatstock Europe Poster Convention“, die neben Künstler-Postern auch Konzertankündigungsplakate in Siebdruckqualität präsentiert und seit 2006 beim Reeperbahn Festival stattfindet. Des Weiteren sind neben Ausstellungen und Installationen verschiedener Kunstgattungen an der Schnittstelle zu popkulturellen und musikalischen Themen, unterschiedliche literarische Formate und seit 2016 ein Filmprogramm. Letzteres zeigt eine Auswahl aktueller Dokumentar-, Spiel- und Kurzfilme sowie Serien zu Musikrichtungen und -karrieren genauso wie zu Diversitäts- und Identitätsthemen.
Das Fachbesucherprogramm umfasst Konferenzen, Networking-Sessions und Showcase-Konzerte. Für den musikwirtschaftlichen Nachwuchs bietet das Reeperbahn Festival Programmpunkte in Form von Vorträgen, Panels, Workshops, Interviews und Networking Events.
Mit Reeperbahn Festival Collide erscheint über das gesamte Jahr hinweg eine audiovisuelle Musik- und Kunstreihe, bei der Künstler, musikalische Talente und Visual Artists in den Mittelpunkt gerückt werden. Reeperbahn Festival Quotes ist ein Interviewformat rund um die Themen Geschlechterungerechtigkeit und Diversität in der Musik- und Kulturbranche. Reeperbahn Festival Deep Dive beinhaltet Impulsvorträge von Experten der internationalen Musik- und Kreativbranche. Das aus der Zusammenarbeit mit Tonali entstandene Musik 21 ist ein Kursprogramm für Jugendliche im Alter von 16 bis 21 Jahren. An verschiedenen Musikschulen Deutschlands können die Teilnehmenden in verschiedenen Kursmodulen Grundlagen in Musik- und Kulturmanagement erlernen und Einblicke in verschiedene Berufsfelder erlangen.

### Veranstaltungsorte
Das Zentrum des Reeperbahn Festivals bildet der Spielbudenplatz mit seiner Open-Air-Bühne am östlichen Ende des Platzes. Die Konzerte, Ausstellungen und das Business-Programm finden an verschiedenen Orten rund um die Reeperbahn statt. Als Spielstätten dienen Konzerthallen, Clubs, Bars, Theater, Galerien und Orte wie die St.-Pauli-Kirche, das Hamburger Schulmuseum, der Michel und erstmals im Jahre 2017 auch die Elbphilharmonie, sowie das „Festival Village“ auf dem Heiligengeistfeld mit weiteren Open-Air-Bühnen.

### Anchor Award
Der Anchor – Reeperbahn Festival International Music Award ist eine 2016 erstmals vergebene Auszeichnung für aufstrebende internationale Musiktalente.

## Aktivitäten im Ausland
Seit 2009 ist das Reeperbahn Festival regelmäßig in Zusammenarbeit mit der Stadt Hamburg mit verschiedenen Aktivitäten bei der South By Southwest (SXSW), Austin, Texas vertreten. Seit 2016 wurden mit Reeperbahn Festival International einige internationale Projekte mit Unterstützung des Auswärtigen Amtes umgesetzt. So soll die internationale Vernetzung kleiner und mittelständischer Unternehmen aus Deutschland und Europa mit aufstrebenden globalen Märkten gefördert werden.

## Preise und Auszeichnungen
- 2010: HANS – Der Hamburger Musikpreis, Hamburger Programmmacher des Jahres[32]
- 2010: Live Entertainment Award „Nachwuchsförderung des Jahres“[33]
- 2013: Hamma Awards, Sonderpreis „Hamburg Motiv“[34]
- 2013: Hamburger des Jahres in der Kategorie „Kultur“[35]
- 2016: European Musik Award „Best indoor Festival“[36]
- 2018: Echo, Partner des Jahres[37]
- 2019: European Festival Awards „Best Indoor Festival“[38]
- 2021: Reeperbahn Festival International/On-Site und Online, German Silver Multi-Media Award in der Kategorie „Events im Internet“[39]

## Medienecho
Die mediale Berichterstattung erstreckt sich über zahlreiche Artikel in Druck- und Online-Medien sowie Fernseh- und Radioübertragungen. Die Tagesschau berichtete 2022 über die Herausforderungen für das Reeperbahn Festival durch die Pandemie und den Ukraine-Krieg und sprach unter anderem mit Bill Kaulitz über das Thema Nachhaltigkeit.
Das amerikanische Online-Magazin Billboard berichtete über die Partnerschaft zwischen dem Reeperbahn Festival und den USA im Jahr 2022: “Business is looking up this year, though, with up to 40,000 consumers and 3,000 music executives expected. The festival will once again present the Anchor Award to the most promising new act, and this year, the focus country will be the U.S.”
Die Zeit Online: Pop trifft Politik – Reeperbahnfestival: „Mit Musik gesellschaftlichen Einfluss nehmen“ / „Raise Your Voice“: Kritische Klänge schaffen politisches Bewusstsein.
„Das Reeperbahn Festival gilt als eine der größten und wichtigsten Plattformen für junge Künstler, Newcomer und die Musikindustrie.“, schrieb Deutschlandfunk.
Das Hamburger Abendblatt zitierte John Gammon vom britisch-amerikanischen Branchenmagazin „Pollstar“: „In der Zeit, in der die Absage der Popkomm den größten europäischen Musikmarkt ohne internationale Plattform zurückließ, hat Hamburg die Lücke […] geschlossen. Das Festival wird jedes Jahr besser – ich hatte viel zu wenig Finger, um all die tollen Konzerte zu zählen, die ich gesehen habe“.
Die Huffington Post berichtet: “[…] (Reeperbahn Festival) is one of the best festivals in Europe for uncovering great new talents before the rest of the world catches on, and now with the Anchor Award, there's a way to further those artists that seem ready to rise to the next level.”